# Basidiodendron deminutum
Basidiodendron deminutum är en svampart som tillhör divisionen basidiesvampar, och som först beskrevs av Hubert Bourdot, och fick sitt nu gällande namn av E.Robena Luck-Allen. Basidiodendron deminutum ingår i släktet Basidiodendron, och familjen Exidiaceae. Arten är reproducerande i Sverige.